# Tor Arne Granerud
Tor Arne Granerud (né le 12 août 1960 à Hamar en Norvège) est un footballeur norvégien, qui évoluait au poste de milieu de terrain.
Connu pour sa rapidité, ce milieu gauche a fini meilleur buteur du championnat de Norvège lors de la saison 1982 avec onze buts (à égalité avec le joueur Trygve Johannessen).